# Osík
Osík là một làng thuộc huyện Svitavy, vùng Pardubický, Cộng hòa Séc.